# Астатид натрия
Астатид натрия — соль натрия и астатоводорода с химической формулой {\displaystyle {\ce {NaAt}}}.

## Получение
Раствор астатида натрия получают путём облучения висмута альфа-частицами, отгонки полученного астата, растворения в растворе гидрокарбоната натрия и восстановления ионов {\displaystyle {\ce {At^+}}}и {\displaystyle {\ce {At^{3+}}}} аскорбиновой кислотой.

## Применения
Астатид натрия предлагается использовать в лучевой терапии вместо радиоактивного иода.